# Rafa Silva (brazylijski piłkarz)
Rafael „Rafa” da Silva (ur. 4 kwietnia 1992 w São Paulo) – brazylijski piłkarz występujący na pozycji napastnika.

## Kariera piłkarska
Od 2012 roku występował w Coritiba, FC Lugano, Albirex Niigata, Urawa Reds, Wuhan Yangtze, Cruzeiro i Jeonbuk Hyundai Motors.